# الألعاب البارالمبية الشتوية 1976
الألعاب البارالمبية الشتوية 1976 هي النسخة الأولى من الألعاب البارالمبية بدأت في 21 فبراير وإنتهت في 28 فبراير 1976 في أورنشولدسفيك، السويد بعد نجاح عرض المدينة في الحصول على شرف استضافة الألعاب البارلمبية، شارك 53 رياضي في منافسات هذه النسخة ومن 16 دولة. إحتلت ألمانيا الغربية الصدارة في ترتيب الميداليات بعد فوزها ب10 ميداليات ذهبية.